# 奥森·威尔斯撞击坑
奥森·威尔斯陨石坑（Orson Welles）是火星科普剌塔斯区一座位于南纬0.2度、西经45.9度的撞击坑，它的直径为124.5 公里， 其名称取自美国电影导演、编剧及演员奥森·威尔斯(1915–1985)，他以改编英国小说家 赫伯特·乔治·威尔斯讲述火星人入侵地球的CBS广播剧《星际战争》而走红。
奥森·威尔斯撞击坑中发现的岩层和粘土证明，在它的里面曾经坐落过一座湖泊。

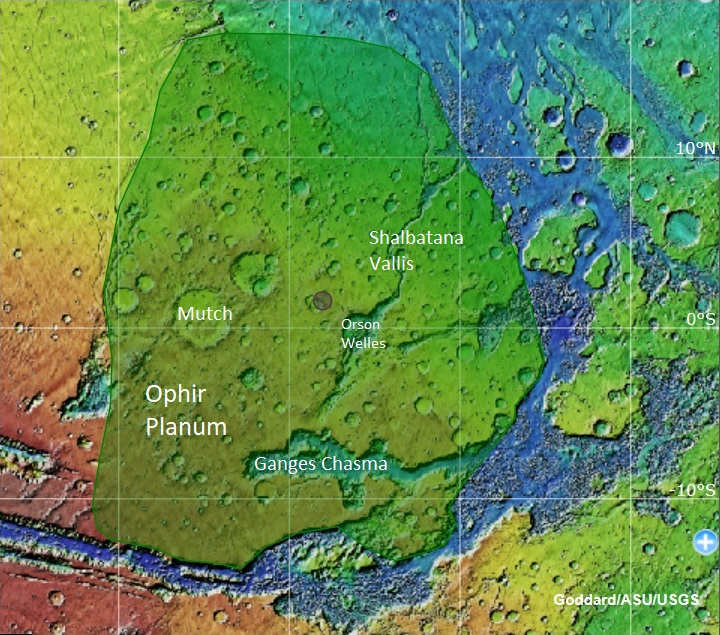
显示了奥森·威尔斯撞击坑和其它主要地貌特征的克珊特台地地图。
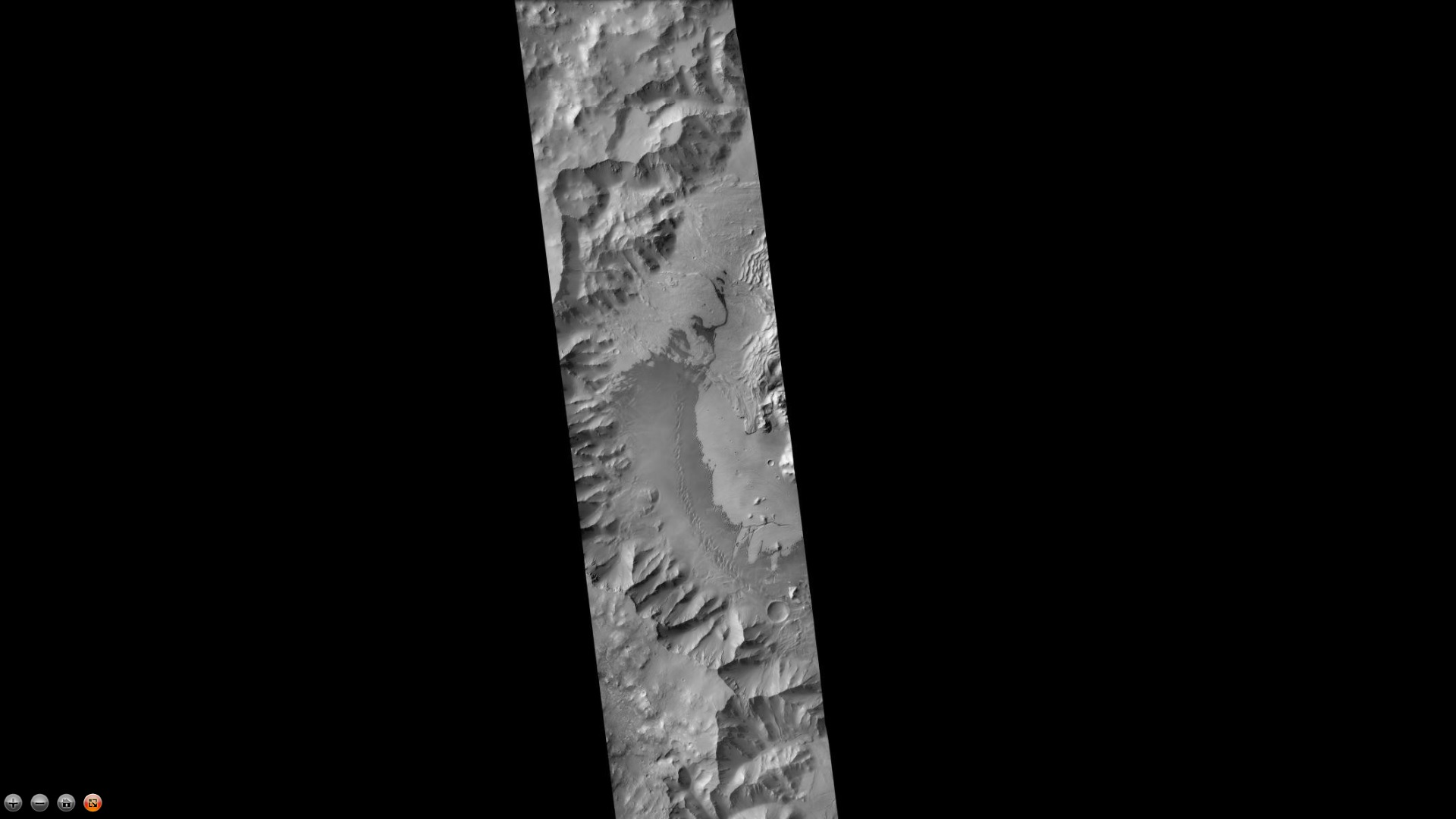
火星勘测轨道飞行器背景相机显示的奥森·威尔斯撞击坑西侧部分，坑底上暗色区是沙丘。
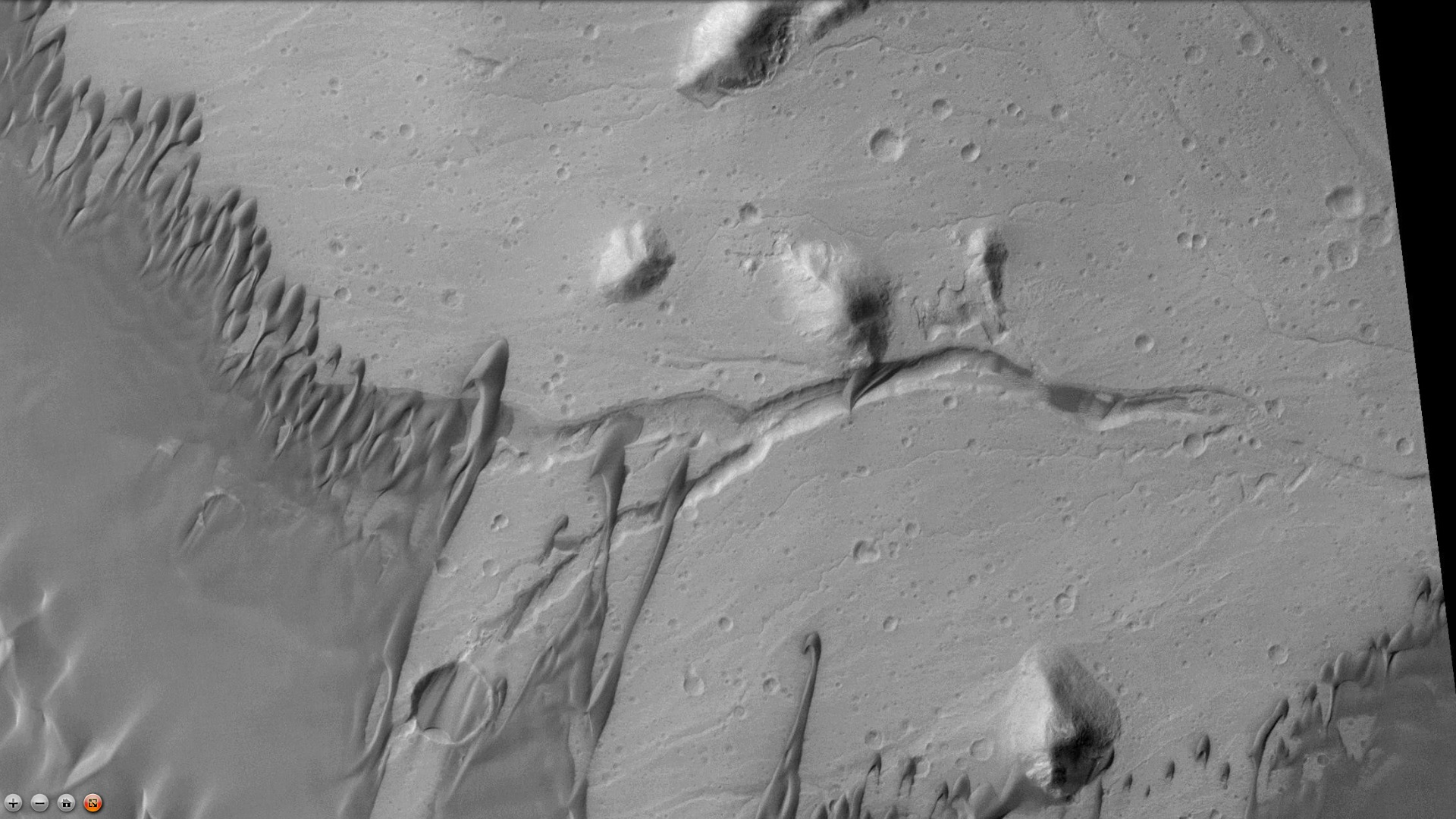
火星勘测轨道飞行器背景相机显示的奥森·威尔斯撞击坑中的沙丘，可看到细小的弯曲河道。注意，这是前一幅照片的放大图。

## 另请参阅
- 撞击坑
- 撞击事件
- 火星湖泊
- 火星撞击坑
- 行星体系命名法